# Як вийти заміж за мільйонера
«Як вийти заміж за мільйонера» (англ. How to Marry a Millionaire) — американський комедійний фільм 1953 року.

## Сюжет
Три красуні-моделі шукають чоловіків-мільйонерів. Для цього вони знімають шикарну квартиру в елітному районі і починають здійснювати задумане. Через три місяці з квартири продані останні меблі, а на горизонті жодної відповідної партії. До фіналу картини кожної з подруг треба буде розв'язати дилему: гроші чи любов?

## У ролях
- Бетті Грейбл
- Лорен Беколл
- Мерилін Монро
- Вільям Пауелл
- Девід Вейн - Фредді Денмарк